# Добро јутро, господине Карлек
„Добро јутро, господине Карлек“ је југословенски филм из 1970. године. Режирао га је Берислав Макаровић, а сценарио је писао Војислав Кузмановић.

## Улоге
| Глумац          | Улога |
| --------------- | ----- |
| Мато Ерговић    |       |
| Борис Фестини   |       |
| Стево Крњајић   |       |
| Ива Марјановић  |       |
| Хермина Пипинић |       |